# Robert Slippens
Robert Slippens (Opmeer, Holanda del Nord, 3 de maig de 1975) és un ciclista neerlandès, que fou professional del 1999 fins al 2008. Especialista en ciclisme en pista, ha obtingut dues medalles als Campionats del món de Madison i una al de Scratch.

## Palmarès
- 1995
  - Campió d'Europa sub-23 en Velocitat per equips (amb Dirk-Jan Van Hameren i Rene Vink)
- 1996
  -  Campió dels Països Baixos de Kilòmetre
- 1997
  -  Campió dels Països Baixos de Kilòmetre
- 1998
  -  Campió dels Països Baixos de Kilòmetre
- 1999
  -  Campió dels Països Baixos de Kilòmetre
- 2000
  -  Campió dels Països Baixos de Madison (amb Danny Stam)
  -  Campió dels Països Baixos en Scratch
  -  Campió dels Països Baixos de Kilòmetre
  -  Campió dels Països Baixos en persecució
- 2001
  -  Campió dels Països Baixos en puntuació
  -  Campió dels Països Baixos en persecució
- 2002
  - Campió d'Europa de Madison (amb Danny Stam)
  -  Campió dels Països Baixos en persecució
- 2003
  - 1r als Sis dies d'Amsterdam (amb Danny Stam)
  - 1r als Sis dies de Bremen (amb Danny Stam)
- 2004
  -  Campió dels Països Baixos de Madison (amb Danny Stam)
  - 1r als Sis dies d'Amsterdam (amb Danny Stam)
  - 1r als Sis dies de Gant (amb Danny Stam)
- 2005
  - 1r als Sis dies de Rotterdam (amb Danny Stam)
- 2006
  - 1r als Sis dies de Bremen (amb Danny Stam)
  - 1r als Sis dies de Rotterdam (amb Danny Stam)
  - 1r als Sis dies de Berlín (amb Danny Stam)
  - 1r als Sis dies de Copenhaguen (amb Danny Stam)
- 2008
  - 1r als Sis dies d'Amsterdam (amb Danny Stam)
  - 1r als Sis dies de Zuidlaren (amb Danny Stam)

### Resultats a laCopa del Món
- 2002
  - 1r a Sydney, en Scratch
- 2003
  - 1r a Moscou, en Scratch
- 2004
  - 1r a Sydney, en Scratch